# Baboutcha-Nintcheu
Baboutcha-Nintcheu est un groupement de villages de l'arrondissement de Bafang, dans la région de l'ouest du Cameroun, siège d'une chefferie traditionnelle de 2e degré Bamiléké du département du Haut-Nkam.

## Géographie
Le village est situé au nord et sur un versant dominant Bafang à 7 km par la route. 

## Quartiers
Le groupement est constitué de quatre quartiers, chefferies de 3e degré : Balen, Batoulack, Koukoc, Ndokovi.

## Enseignement
L'Institut Universitaire Royal de Baboutcha-Nintcheu (IURB), est un établissement d'enseignement supérieur fondé en 2015, il prépare au BTS dans les filières : Commerciale et gestion, Communication et Touristique et Sociale.